# Maniu-gárda
A Maniu-gárdák (Voluntarii pentru Ardeal »Iuliu Maniu«) a második világháborúban létrejött román önkéntes, félkatonai szervezetek voltak Romániában. 1944 őszén partizánvadászat és elrejtett fegyverek összegyűjtése ürügyén sorozatos gyilkosságokat és rablásokat követtek el az erdélyi magyar lakosság körében.

## Kegyetlenkedéseik

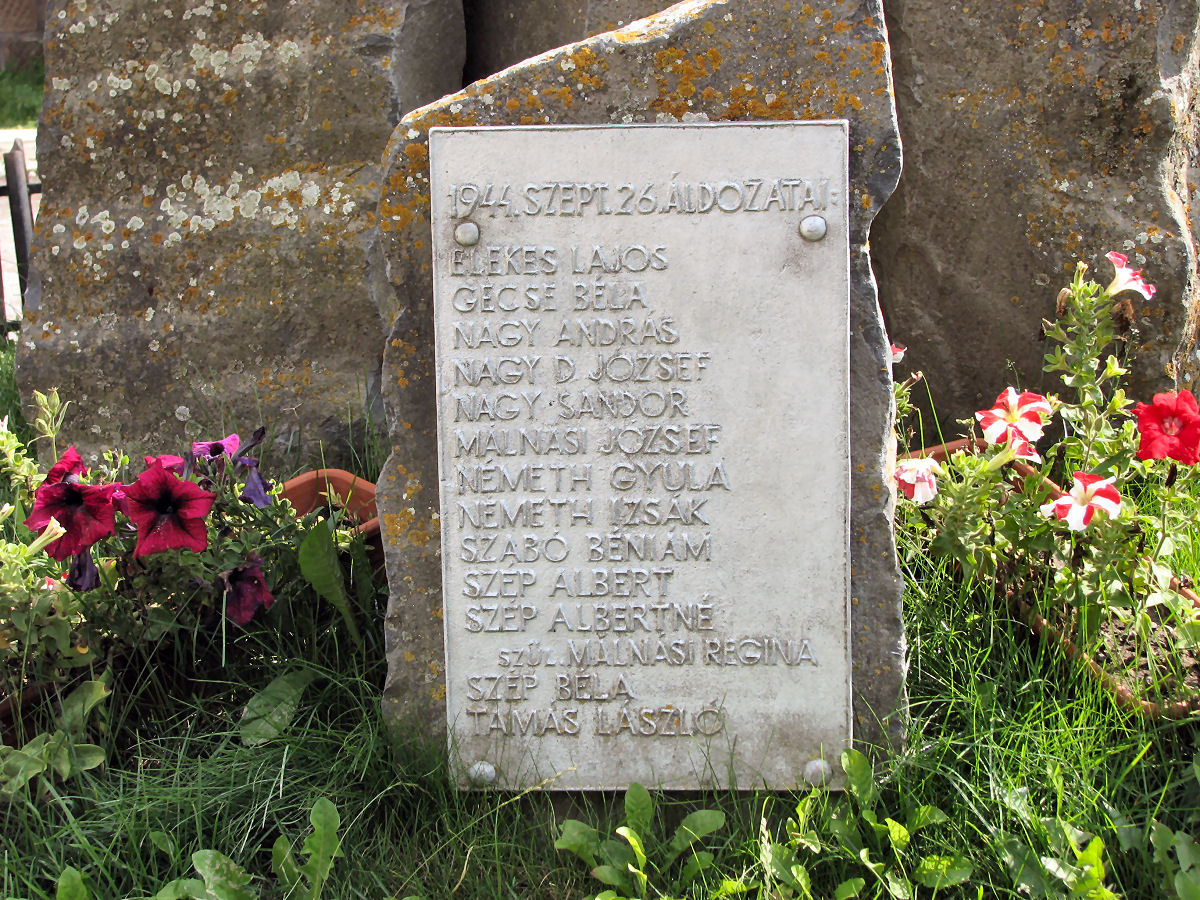
Tábla a szárazajtai emlékművön

- szeptember 26-án egy 30-35 fős Maniu-gárda Gavril Olteanu vezetése alatt Szárazajtán lőfegyverrel és baltával lemészárolt 13 székely lakost.[1] A gyilkosságok és fosztogatásokat követő napokban mintegy hetven férfit hurcoltak el a földvári internáló táborba, akiknek nagy többsége ott elpusztult.
- Gyergyószentmiklós felé vonulva a gárdisták mindenütt terrorizálták a helybeli lakosságot, útközben további 8 székelyt gyilkoltak meg. Szentmihály községben egy birtokost és három magyar gazdát lelőttek.
- október 8-án Csíkszentdomokoson 11 embert végeztek ki.
- október 15-én Gyergyószentmiklóson a téglagyárban 3 székelyt agyonlőttek. A további gyilkosságokat a szovjet városparancsnok akadályozta meg.
- Október 21-én Magyarzsomboron 3, Egeresen 13 embert legyilkoltak.
- október 30. Bánffyhunyadon 11 helyi magyar lakost gyilkoltak le.

A fentieken kívül számos helyen voltak gyilkosságok, fosztogatások. Romboltak és nőket erőszakoltak meg.
Egyedül Maros-Torda vármegyéből közel 4000 magyar lakost hurcoltak el a Maniu-gárdisták
Barcaföldvárra vagy Zsilvásárhelyre, akiknek egy része meghalt az internálótáborban. Pl. Mezőpanitról 40 férfit, 6 nőt és 1 gyereket hurcoltak el, a szovátai 19 elhurcoltból csak négyen tértek vissza.

## Elbeszélés Csatári Dániel könyvéből
„Miután a Maniu-gárdákat 1944. szeptember közepén Bukarestben egy istentisztelettel egybekötött ünnepségen elbúcsúztatták, a gárdák Brassóba, majd Marosvásárhelyre meneteltek és rendcsinálás ürügyén az észak-erdélyi magyarok között olyan vérfürdőt rendeztek, amelyet a lidérces álomba merült fantázia sem képes túlszárnyalni. Baltával fejeztek le például magyar parasztokat; asszonyokat és gyerekeket gyilkoltak. Csíkszentdomokoson 12 magyar dolgozót végeztek ki, Egeresben olyan antifasisztákat lőttek agyon, akik a visszavonuló németekkel szemben fegyverrel védték meg a villanyfejlesztő központot; Háromszék megyében kirabolták a magyarokat és tömegesen internálták a Horthy hadseregéből szökött magyar katonákat… Olyan bizonyító anyag van a kezünkben - írta a România Liberă 1944. november 15-i száma -, hogy láttára égnek áll az ember haja. A demokratikus közvélemény felháborodása olyan nagyfokú volt, hogy a Maniu-gárdat kénytelenek voltak feloszlatni… A Szövetséges Ellenőrző Bizottság úgy döntött, hogy ameddig Romániának nem lesz demokratikus kormánya, amely képes biztosítani a magyarság jogait, a reakciós román közigazgatás hagyja el Erdélyt. Visinszkij szovjet külügyminiszter-helyettes megállapította: Erdélyben önhatalmúlag jelentek meg a Iuliu Maniu önkéntes alakulatok, kirabolták és terrorizálták a magyar nemzetiségűeket és aljas fejvadászatot rendeztek ellenük. Éppen ezért a Vörös Hadsereg parancsot kapott a nyugalmat zavaró bandák megsemmisítésére és eltávolítására.”

## Beszámoló a kolozsváriVilágosság1945. június 2-i számából
„Szerdán délelőtt a rendfenntartó hatóságok késői megérkezését kihasználva, Maniu híveinek kisebb csoportja minden ok nélkül megtámadott és súlyosan összevert két munkást. A Sétatéren magyarul beszélő járókelőket vettek üldözőbe. Több mint húsz ártatlan embert vertek össze a legbarbárabb módon. Az Árpád út egyik pékműhelyében dolgozó Tóth Károly 18 éves segédet olyan súlyosan bántalmaztak, hogy belehalt sebesüléseibe. A Fürdő utcában Matean Jacob román pincért verték össze és törték ki fogait, mert védelmére kelt egy üldözőbe vett embernek.
Szamosfalván csütörtök este 11 óra körül egy 20-30 főből álló csoport rátört Görög István gazdálkodó otthonára, törtek-zúztak, az 56 éves férfit életveszélyes sebesülésekkel szállították a kolozsvári református kórházba. Retteg és Almásmálom községben nyolc magyar család házaiba törtek be, a háziakat bántalmazták, minden ruhaneműt magukkal vittek.”

## A gárdák feloszlatása
1944. november 16-án a román kormány feloszlatta a Maniu-gárdát.
1945. április 7-én Brassóban megkezdődött a Maniu-gárdisták pere. A május elején megszületett ítéletek szerint Olteanut – távollétében – életfogytiglani börtönbüntetésre, a többieket pár évre vagy hónapra ítélték. Az ítélet kihirdetése után vád alá helyeztek négy szárazajtai székelyt is, akik a vád szerint román katonákat kínoztak és öltek meg.